# Gigant (Rostow)
Gigant (russisch Гига́нт) ist eine Siedlung (possjolok) in der Oblast Rostow in Russland mit 10.249 Einwohnern (Stand 14. Oktober 2010).

## Geographie
Der Ort liegt im Steppengebiet der Kaukasusvorlands etwa 150 km Luftlinie südöstlich des Oblastverwaltungszentrums Rostow am Don.
Gigant gehört zum Rajon Salski und befindet sich 15 km westnordwestlich von dessen Verwaltungszentrum Salsk. Die Siedlung ist Sitz der Landgemeinde Gigantowskoje selskoje posselenije, zu der außerdem die 15 Siedlungen Agarenski, Chlebny, Glubokaja Balka, Jassenewo, Kljony, Kusnezowski, Logwinowski, Nischnejaninski, Prawojulowski, Priretschny, Roschtscha, Sagorje, Schirokije Niwy, Sejatel Juschny und Sejatel Sewerny mit zusammen über 5000 Einwohnern gehören, die bis knapp 20 km entfernt liegen (Kusnezowski, nördlich).

## Geschichte
Die Siedlung entstand ab Juni 1928 bei der 1915 mit der Bahnstrecke Rostow am Don – Salsk eröffneten Station Trubezkaja, als in dem Gebiet auf Anordnung des ZK der WKP(B) ein erster Muster-Sowchos mit dem Ziel der erheblichen Erhöhung der Getreideproduktion der Sowjetunion entstand, zusammen mit etwa zehn weiteren in anderen Landesteilen später im gleichen Jahr. Er trug zunächst den Namen Sowchos Nr. 1, ab November 1928 Gigant, und seine Verwaltung befand sich im 25 km westlich gelegenen Zelina. 1930 wurde die Verwaltung in die zentraler gelegene Siedlung bei der Bahnstation Trubezkaja verlagert, die schließlich am  10. Februar 1933 ebenfalls den Namen Gigant und den Status einer Siedlung städtischen Typs erhielt. 1934 wurde der mittlerweile 260.000 Hektar umfassende Sowchos in vier eigenständige Betriebe mit Sitz in Gigant, Zelina, Salsk und Julowski aufgeteilt.
Im Zweiten Weltkrieg war Gigant von Ende Juli 1942 bis Anfang 1943 von der deutschen Wehrmacht besetzt. Seit 2004 hat der Ort wieder den Status einer ländlichen Siedlung.

### Bevölkerungsentwicklung
| Jahr | Einwohner |
| ---- | --------- |
| 1959 | 12.555    |
| 1970 | 10.008    |
| 1979 | 10.180    |
| 1989 | 10.122    |
| 2002 | 10.049    |
| 2010 | 10.249    |

Anmerkung: Volkszählungsdaten

## Verkehr
Gigant liegt bei Kilometer 159 der Eisenbahnstrecke Rostow am Don – Salsk (Station Trubezkaja). Durch die Siedlung führt die Regionalstraße 60K-3 (ehemals R270), die Jegorlykskaja an der 60K-1 (ehemals R269) Rostow – Stawropol mit Salsk an der 60K-2 Pestschanokopskoje – Kotelnikowo (Oblast Wolgograd) verbindet.